# Judit Bárdos

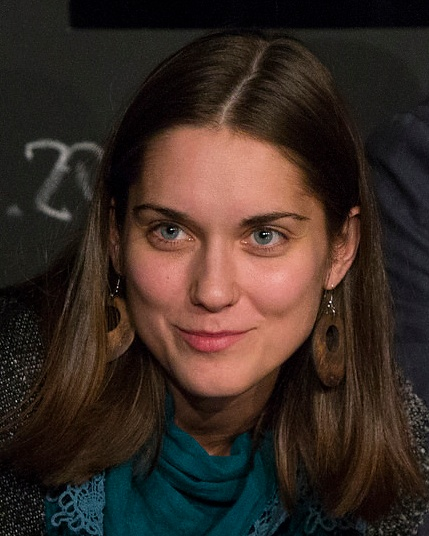
Judit Bárdos im Jahr 2016

Judit Pecháček (geborene Bárdos; * 12. Mai 1988 in Bratislava, Tschechoslowakei) ist eine slowakische Schauspielerin.

## Leben
Judit Pecháček wurde 1988 in Bratislava geboren und ist die Tochter des tschechischen Politikers Gyula Bárdos, der für die Partei der ungarischen Minderheit antritt. Sie studierte von 2008 bis 2013 Schauspiel an der Hochschule für Musische Künste Bratislava (VŠMU), nachdem sie von 2004 bis 2008 Klavier am Konservatorium Bratislava studierte. Theatererfahrung sammelte sie unter anderem am Slowakischen Nationaltheater, den Burgspielen Bratislava und dem Jókai-Theater in Komárno durch verschiedene Rollen in Stücken von Shakespeare, Hviezdoslav, Molière, Brecht oder Tschechow.
Ihr Debüt als Filmschauspielerin gab sie 2011 in dem Film Das Haus (Originaltitel Dům), einer detailreichen Milieubeschreibung der ländlichen Slowakei, der auf der Berlinale 2011 uraufgeführt wurde. Für ihre Darstellung der Eva wurde sie mit mehreren Preisen ausgezeichnet, so mit den Slnko v sieti („Sonne im Netz“) als Beste Hauptdarstellerin oder mit den Preis für Beste darstellerische Leistung auf dem Neiße Filmfestival 2012. 2014 spielte sie in dem Sportdrama Fair Play in der Hauptrolle eine Studentin, die in der Vorbereitung auf die Olympischen Sommerspiele 1984 einem staatlich organisiertem Dopingprogramm ausgesetzt ist. Für diese Rolle erhielt sie unter anderen eine Nominierung für den Český lev („Böhmischer Löwe“) als Beste Hauptdarstellerin. Der Film wurde als tschechischer Beitrag für den besten fremdsprachigen Film für die Oscarverleihung 2015 ausgewählt, erhielt aber keine Nominierung. 2018 wurde sie erneut mit einem Slnko v sieti ausgezeichnet, diesmal als Beste Nebendarstellerin in dem Film Out. 2023 wurde sie für ihre Rolle in dem Film Piargy ein zweites Mal mit dem  Slnko v sieti als Beste Hauptdarstellerin ausgezeichnet und erhielt diese Auszeichnung auch bei drei weiteren Filmpreisverleihungen.
Die Slowakin Pecháček ist ungarischer Herkunft und spricht sowohl Ungarisch, Slowakisch, Tschechisch und Englisch. Aufgrund ihrer Herkunft spricht sie im Slowakischen mit einem Akzent.
2022 heiratete sie – wie sie den Medien erst später bekanntgab – den Kameramann Miloslav Pecháček, dessen Namen sie annahm.

## Filmografie
- 2011: Das Haus (Dům)
- 2012: Dr. Ludsky (Fernsehserie, 2 Folgen)
- 2014: Fair Play
- 2014: V tichu
- 2014: Láska na vlásku
- 2014: Doktori (Fernsehserie)
- 2017: Bohéma (Fernsehserie, 6 Folgen)
- 2017: Svet pod Hlavou (Fernsehserie, 10 Folgen)
- 2017: Pestírna (Fernsehserie)
- 2017: Tajne zivoty (Fernsehserie, 13 Folgen)
- 2017: Out
- 2017: DOGG
- 2018: Backstage
- 2018: Die Teufelsfeder (Čertí brko)
- 2019: The Impossible Voyage (Cesta do nemozna)
- 2020: Der Schauspieler (Herec) (Fernsehserie, 3 Folgen)
- 2020: Specialisté (Fernsehserie, 1 Folge)
- 2021: Az unoka
- 2022: Piargy
- 2024: Trockenzeit (Sucho)

## Auszeichnungen
- 2012: Slnko v sieti – Beste Hauptdarstellerin (in dem Film Dům)[5]
- 2012: Neiße Filmfestival – Beste darstellerische Leistung (in dem Film Dům)[6]
- 2018: Slnko v sieti – Beste Nebendarstellerin (in dem Film Out)[12]
- 2023: Slnko v sieti – Beste Hauptdarstellerin (in dem Film Piargy)